# Turove, Semenivka
Turove (în ucraineană Турове) este un sat în comuna Jadove din raionul Semenivka, regiunea Cernihiv, Ucraina.

## Demografie
Componența lingvistică a localității Turove
     Ucraineană (100%)
Conform recensământului din 2001, toată populația localității Turove era vorbitoare de ucraineană (100%).